# Лунгро
Лу̀нгро (на италиански: Lungro, на арбърешки: Ungra, Унгра) е малко градче и община в Южна Италия, провинция Козенца, регион Калабрия. Разположено е на 650 m надморска височина. Населението на общината е 3260 души (към 2012 г.).
 В това градче живее албанско общество, наречено арбъреши. Те са се заселили в този район между XV и XVIII век като бежанци от османското владичество. Градче Лунгро е част от етнографическия район Арберия.